# Taipingzhuang (socken i Kina, Inre Mongoliet, lat 40,82, long 111,91)
Taipingzhuang (kinesiska: 太平庄, 太平庄乡) är en socken i Kina. Den ligger i den autonoma regionen Inre Mongoliet, i den norra delen av landet, omkring 21 kilometer öster om regionhuvudstaden Hohhot.
Genomsnittlig årsnederbörd är 602 millimeter. Den regnigaste månaden är juli, med i genomsnitt 185 mm nederbörd, och den torraste är januari, med 3 mm nederbörd.